# Pop'n music 13 Carnival
pop'n music 13 Carnival (ポップンミュージック 13 カーニバル Poppunmyūjikku 13 kānibaru?), también conocido como Pop'n music 13, es la decimotercera entrega de Pop'n music, siendo lanzado el 7 de septiembre de 2005 en Arcade, y tiempo después el 28 de septiembre de 2006 para PlayStation 2. La versión AC contiene unas 527 canciones en total, en cuanto a su versión CS, tiene unas 114 canciones en total.

## Características nuevas
- Primera aparición del nuevo 超CHALLENGE (Chō CHALLENGE?), un modo de juego superior al Challenge mode.
- Primera entrega en volver multijugador el modo NET対戦 mode (NET Taisen), ahora para competir contra otros jugadores por primera vez en línea (solamente en AC).[6]
- Primera entrega en felicitar al jugador con mensajes de Full Combo y/o No bad! al final de una canción jugada sin desacierto alguno.
- Primer videojuego con dos nuevas categorías: RANDOM y BEMANI. Las categorías de ANIME y TV son combinados en una sola categoría en AC, al igual que sus contrapartes CS desde un inicio.
- El Enjoy mode expande las cinco columnas a la anchura total del juego cuando se juega con la modalidad de 5 botones, haciendo que las notas sean más fáciles de leer. También hay un pequeño tutorial de cómo jugar antes de jugar una canción.
- Primera aparición de Sota Fujimori en la serie.
- Esta es la primera y única aparición de Hirofumi Sasaki en BEMANI desde GUITARFREAKS 11thMIX & drummania 10thMIX.
- Última entrega en obtener una vocalista original para un cover de una canción Anime.
- Primera entrega la cual el Personal de la versión arcade escribe canciones para las versiones CS.
- Primera entrega CS en permitir COOL's en Free mode.[7]
- Primera entrega CS con Super Extra stage.
- Tema del juego: Circo.

## Modo de juego
- Enjoy mode: Es el modo fácil del juego. Está especializado para principiantes y es ideal para famirializarse con el videojuego. La versión AC tiene como mayoría canciones Tv&Anime y unas cuantas canciones de su antecesor y su contraparte CS tiene algunas canciones nuevas, canciones de su antecesor y el restante son canciones TV&Anime.[8] La composición de las notas de cada canción ha sido modificada totalmente para su fácil ejecución y simplicidad, tanto en la modalidad 5 buttons como 9 buttons. Las opciones de canción (Hi-SPEED, POP-KUN, HID-SUD y RAN-MIR) no están disponibles ni los niveles Hyper ni EX, debido a que va dirigido a novatos. Disponible tres canciones por set.

- Challenge mode: Considerado como el modo desafío en el juego. El jugador deberá elegir una o dos Normas u Ojamas después de escoger una canción utilizando los botones   y   o   y   para subir y bajar, respectivamente. Esto sirve para acumular CP's (Challenge points), puntos que son el resultado del nivel de dificultad de cada canción más la suma de las Normas u Ojamas. Al final del set, en los resultados, se suma la cantidad de todo el punto que se hizo en las tres canciones en total, y se podrá jugar al Extra stage si el puntaje en total cumple con los requisitos para desbloquearlo. Si el jugador no escoge ningún Norma u Ojama, el nivel de dificultad de la misma canción contará por sí solo como puntos a ganar.

- 超Challenge mode: Es el nuevo modo introducido a la serie. Para acceder al modo, hay que posarse en el modo Challenge y luego presionar ambos botones  simultáneamente u oprimir el botón  para activarlo o desactivarlo. A diferencia del Challenge mode, tiene la opción de incrementar los puntos de cualquier Ojama al activar el modo ずっと! (LONG). Durante el Norma Select, al posar cualquier Ojama sobre el marcador, se aclara la opción ずっと! オジャマ en la parte superior derecha e izquierda de la pantalla. El jugador puede activar/desactivar usando ambos botones , o los botones  y  relativamente. Esto hará que la cantidad de puntos adquiribles en esa Ojama se incremente desde un 10% hasta un 70%, dependiendo de la dificultad de la misma. Al jugar una canción con una o dos Ojamas activadas (ずっと! ON), la dificultad de la misma se incrementa, y la duración del efecto de animación se prolonga desde el inicio, hasta el final de la canción. Si se consigue la cantidad de puntos adecuada, se podrá jugar al nuevo Super Extra stage. Disponible únicamente 9 botones y 3 canciones por set.

- Battle mode: Siendo el modo versus en el juego, dos jugadores compiten entre ellos, cuyo objetivo es conseguir ganar más puntos que el adversario. Cada jugador utiliza tres botones:   . Ambos jugadores utilizan   de cada lado para navegar e interactuar. También se puede cambiar el color de personaje o cambiar de nivel de dificultad usando  o pulsando   de cada mando simultáneamente. El que consiga ganar en al menos 2 stages ganará el juego. Disponible tres canciones por set.

- Expert mode: Es el modo Nonstop del juego. El jugador debe jugar cualquiera de los Courses, que son un conjunto de 4 canciones seleccionadas por género, estilo, dificultad, entre otros, al igual de cambiar el nivel de dificultad. Durante el juego, se debe completar cada stage evitando que la barra Groove Gauge disminuya al grado de estar vacío por desaciertos, debido a que no puede restaurarse sino hasta el siguiente stage, el cual solo suele recuperar un 5%. Si la barra de energía llega agotarse por completo, se dará por perdido el juego. Disponible de 5 a 9 botones.

- NET対戦 mode: Es el modo multijugador en línea del juego. Ahora tiene la posibilidad de jugar contra otros dos jugadores más utilizando una conexión a internet. Para eso primero se debe verificar la conexión ubicando el pequeño logo de NET対戦 en la parte inferior de la pantalla, insertar créditos y seleccionar el modo.[9] Los jugadores deben escoger uno de los niveles disponibles en el juego para luego después seleccionar cada jugador una canción correspondiente y una ojama para utilizarlo contra los demás contrincantes. El que consiga una mejor puntuación ganará el set, y se dará por terminado el juego.

## Extra stage
El stage Extra stage estará disponible si el jugador consigue la cantidad correcta de CP's en los tres stages por cada set en Challenge mode. Los puntajes disponibles para conseguirlo son: 103, 109, 118, 120, 121 y todo puntaje superior a 125. Para jugar al Super Extra stage, se deberán conseguir un total de 180 puntos o más en total.

## Categorías

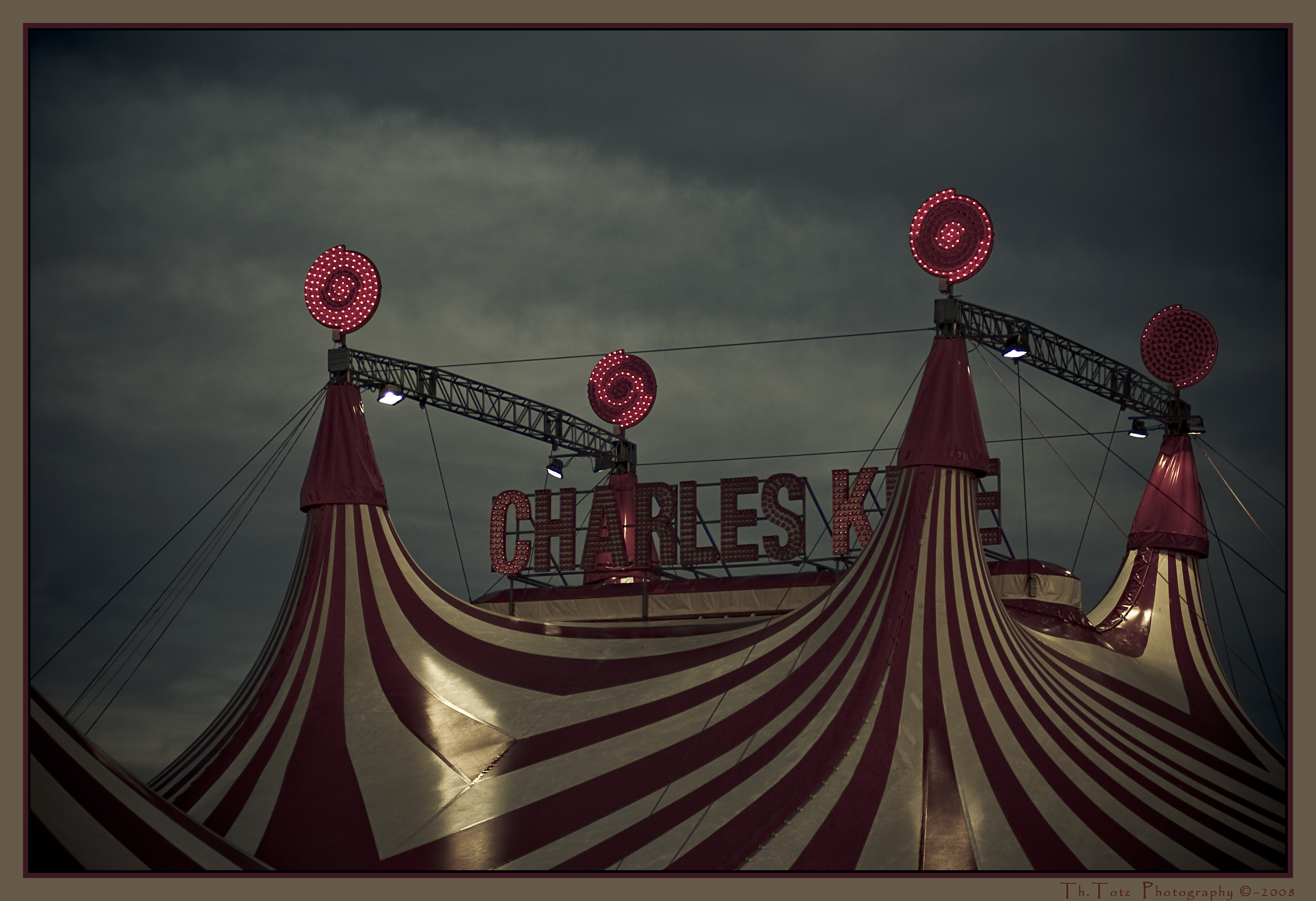
Fotografía del circo Charles Knie, ubicado en la ciudad de Friburgo de Brisgovia, en el estado de Baden-Wurtemberg, Alemania.

| - Solo en Arcade - 1~3: Canciones desde pop'n music hasta pop'n music 3. - 4~5: Canciones desde pop'n music 4 hasta pop'n music 5. - 6~7: Canciones desde pop'n music 6 hasta pop'n music 7. - 8: Canciones provenientes de pop'n music 8. - 9: Canciones provenientes de pop'n music 9. - 10: Canciones provenientes de pop'n music 10. - 11: Canciones provenientes de pop'n music 11. - 12: Canciones provenientes de pop'n music いろは. - 13: Canciones provenientes de pop'n music カーニバル. - e'MAL: Canciones ee'MALL / ee'MALL 2nd avenue previamente adquiridas. - CS: Canciones originarias únicamente en Consola. - BEMANI: Canciones provenientes de otros videojuegos musicales de Bemani, incluyendo canciones de pop'n music denominadas para aparecer en otras series de la misma. | - Solo en PlayStation 2 - 再収録: Canciones previas de su antecesor. - 新曲: Todas las canciones nuevas. - Generales - MY BEST: Canciones mejor jugadas en orden del 1 al 20. - SECRET: Canciones ocultas desbloqueadas. - TV/ ANIME: Canciones licenciadas adquiridas. - LEVEL: Canciones por orden de dificultad (ascendente-descendente). - RANDOM: Canción escogida al azar. Está dividida entre Secciones categorizadas por nivel de dificultad, por nivel 5 - N - Hyper - EX, e incluso por la opción ALL, la cual proporciona una canción aleatoria por las dos opciones anteriormente mencionadas. - NAME: Canciones ordenadas alfabéticamente desde A-Z. |

## Pop'n Request
El Pop'n Request es un especial el cual sirve para desbloquear canciones antiguas para su jugabilidad en arcade mode. Disponible solo en CS.
| Canción                        | Género                         | Origen                         |
| ♦ 朝日を眺めながら奏でたい曲 ♦ | ♦ 朝日を眺めながら奏でたい曲 ♦ | ♦ 朝日を眺めながら奏でたい曲 ♦ |
| ------------------------------ | ------------------------------ | ------------------------------ |
| 青春応援歌                     | SEISYUN PUNK                   | 10 (CS)                        |
| キミに届け                     | THERAPIE                       | 7 (CS)                         |
| 君と微笑みと・・・             | INNOCENT 2                     | 8 (CS)                         |

| Canción                    | Género           | Origen           |
| ★ 燃えて散る曲 ★           | ★ 燃えて散る曲 ★ | ★ 燃えて散る曲 ★ |
| -------------------------- | ---------------- | ---------------- |
| ULTRA BUTTERFLY （坤剛力） | GRUNGE-DES       | 10 (AC)          |
| H@ppy Choice               | MELO CORE        | 6 (AC)           |
| ブタパンチのテーマ         | OI punk 0        | 9 (AC)           |

| Canción            | Género         | Origen         |
| ♣ 気になる曲 ♣     | ♣ 気になる曲 ♣ | ♣ 気になる曲 ♣ |
| ------------------ | -------------- | -------------- |
| Days               | Beat Rock 3    | 11 (CS)        |
| ファーストステップ | IDOL POP       | 5 (CS)         |
| 禁じられた契約     | DARKNESS 2     | 9 (AC)         |

| Canción                  | Género                   | Origen                   |
| ♥ ポップンが上達した曲 ♥ | ♥ ポップンが上達した曲 ♥ | ♥ ポップンが上達した曲 ♥ |
| ------------------------ | ------------------------ | ------------------------ |
| pure                     | MELO PUNK                | 8 (AC)                   |
| WHITE BIRDS              | VISUAL                   | 2 (AC)                   |
| platonic love            | MISTY                    | 7 (AC)                   |

## Canciones TV & Anime
- Título: BAROQUE HOEDOWN

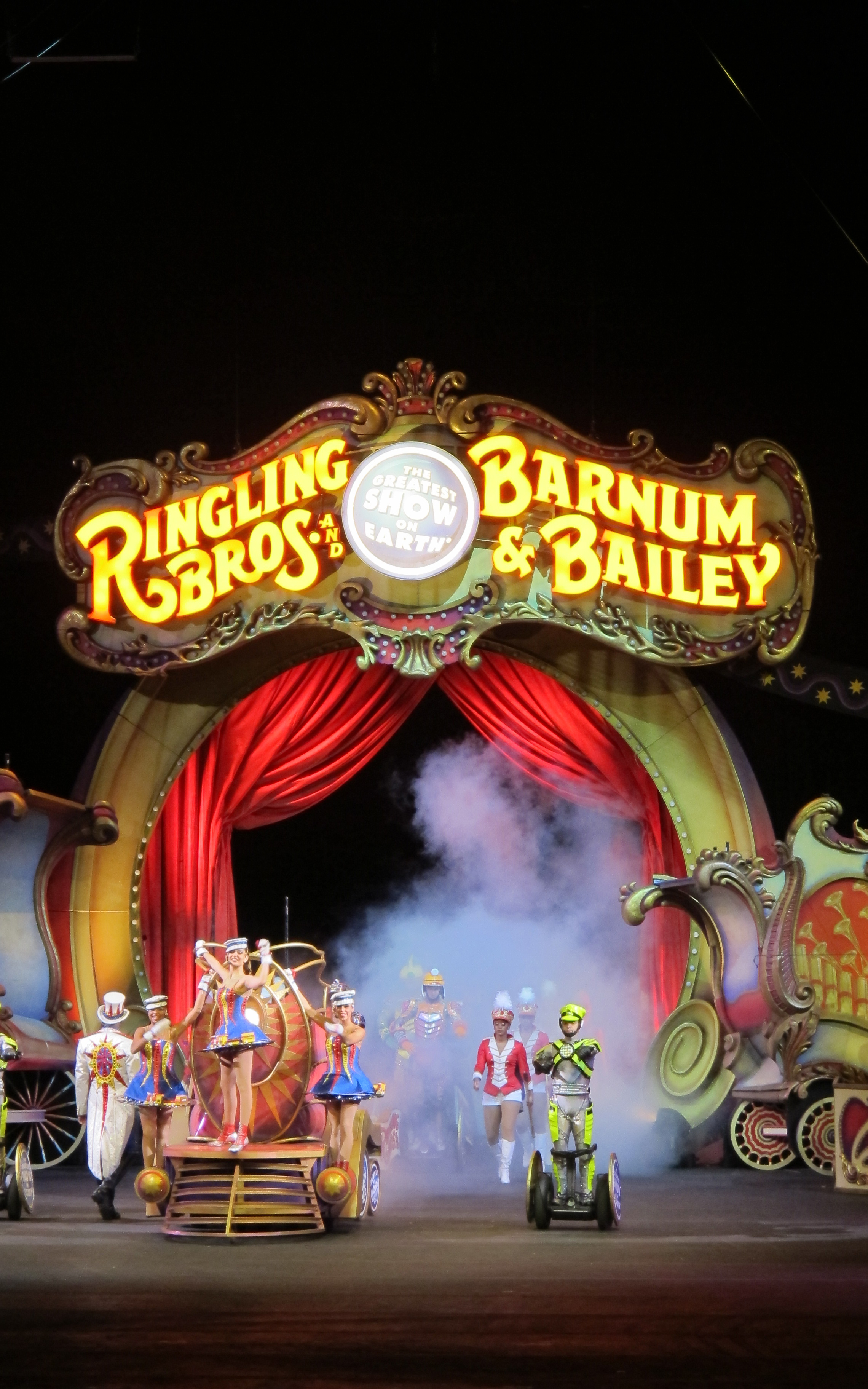
Circo Ringling Brothers and Barnum & Bailey Circus, circo estadounidense comenzando uno de sus famosos Espectáculos.

  - Género: エレクトリカルパレード (Erekutorikaruparēdo)
  - Artista: ♪♪♪♪♪
  - Procedencia: Es la versión del álbum de Jean-Jacques Perrey y Gershon Kingsley Baroque Hoedown, canción compuesta en 1967. Más tarde, se convirtió en el tema principal de Main Street Electrical Parade de Disney.

- Título: GET WILD
  - Género: ゲットワイルド (Gettowairudo)
  - Artista: Naoki Maeda
  - Procedencia: Es el ending de City Hunter, anime y manga de género shōnen del año 1987 creado y publicado por Tsukasa Hōjō en 1985.

- Título: 摩訶不思議アドベンチャー (Makafushigi adobenchā)
  - Género: ドラゴンボール (Doragonbōru)
  - Artista: 高橋洋樹
  - Procedencia: Primer opening de Dragon Ball. Creado por Akira Toriyama y dos años más tarde comenzó su estreno a la pantalla chica por Toei Animation.

- Título: ルネッサンス情熱 (Runessansu jōnetsu)
  - Género: 味っ子 (Aji-kko)
  - Artista: 肥塚良彦
  - Procedencia: Renaissance jonetsu es el opening del anime de 1987-1988 Mister Ajikko, anime shōnen escrito originalmente por Daisuke Terasawa en 1986.

- Título: あなたのとりこ (Anata no toriko)
  - Género: WATER STEP
  - Artista: Mademoiselle Seine
  - Procedencia: Es un remix de otra canción del mismo nombre (también conocido como Irrésistiblement). Escrito originalmente por Sylvie Vartan.

- Título: BATTLE WITHOUT HONOR OR HUMANITY
  - Género: 任侠ロック (Ninkyō rokku)
  - Artista: ♪♪♪♪♪
  - Procedencia: Battle Without Honor Or Humanity fue utilizado como tema principal en la película Kill Bill.

- Título: BUTTERFLY (DELACTION REMIX)
  - Género: HIME TRANCE
  - Artista: SMiLE.dk
  - Procedencia: El género de Butterfly (Delaction Remix) hace referencia al álbum original (Hime Trance) donde la canción proviene realmente.

- Título: パレード (Parēdo)
  - Género: PARADE
  - Artista: 新谷さなえ
  - Procedencia: パレード fue lanzado como un sencillo en dos ocasiones desde 1976. La primera vez fue un simple sencillo en el DOWN TOWN / パレード del año 1982 de Tatsurou Yamashita, y el segundo fue un sencillo independiente en 1994.

## WakuWaku pop'n Land & WakuWaku pop'n World
WakuWaku pop'n Land (わくわく ポップンランド Wakuwaku poppunrando?) y WakuWaku pop'n World (わくわく ポップンワールド Wakuwaku poppunwārudo?) son los sistemas de desbloqueo de Pop'n music Carnival. Para desbloquear la mayoría de las canciones ocultas, cada vez que el jugador complete cualquier modo de juego, se iniciará de inmediato el minijuego. En la pantalla se visualiza un total de 9 naipes con valores similar al de las cartas (A, 2, 3, 4, 5, 6, 7, 8, 9, 10, J, Q y K, respectivamente) al azar cada uno. Luego de un corto tiempo los naipes se voltean ocultando su valor. El jugador tendrá la oportunidad de seleccionar únicamente dos cartas. Las puede seleccionar presionando cualquiera de los 9 botones que cada uno representa una carta, o también moviéndose con las teclas dereccionales y seleccionando con el botón Círculo, relativamente. Los valores de las dos tarjetas escogidas se muestran inmediatamente (J cuenta como 11, Q como 12 y K como 13). Para obtener puntos extras, los valores de ambas cartas deben coincidir para que se multipliquen 4x: J+J dan 88 puntos, Q+Q dan 96 puntos y K+K dan 104 puntos, Respectivamente.
Súbitamente, se mostrarán cinco cartas en las que se muestran partes distintas del carnaval que todavía no han sido completados. El jugador puede escoger una de las cinco partes, de modo que, dependiendo de los puntos ganados y de los puntos que necesita para completarse al 100%, se rellenará una barra vertical ubicada al lado derecho de la tarjeta seleccionada. Cuando el jugador consiga rellenarla completamente, se desbloqueará una canción oculta. Los puntos requeridos son desde 100, 200, 300, 400, hasta 500 puntos cada uno. Si no se consigue completar una parte en un solo turno, se puede seguir rellenando al siguiente set. Se empieza primero con WakuWaku pop'n Land y se continúa finalmente con WakuWaku pop'n World.

## Hamanov's World Cup
Es el minijuego secundario de Pop'n music Carnival. Se compone de cuatro pequeñas secciones, la cual tres son desafíos y el cuarto es la suma de los tres desafíos anteriores y pasarlos sin fallas. Los desafíos son:
- チキンレース!: Saltar desde un acantilado y detenerse dentro de los 25m presionando Círculo.
- 鳥人コンテスト: Planear en el aire hasta superar los 7000 metros presionando derecha e izquierda para ascender y descender para utilizar las nubes que van a la izquierda para tomar velocidad y las que van en sentido contrario para ganar altura. Es el desafío más complicado, por lo que se necesita bastante práctica y mucha paciencia.
- ドタ★バタ★シンクロ: Este desafío implica el Nado sincronizado. El jugador debe controlar a Hamanov moviéndose con los con su equipo utilizando derecha e izquierda para moverse a los extremos y presionando el botón correspondiente sobre el marcador amarillo. El objetivo es hacer que la barra de energía que utiliza al momento de jugar cualquier canción (Groove Gauge) aumente antes de que se acabe el tiempo. Cuanto más precisión se ejecute el movimiento, más aumentará la barra de energía.

Una vez que el jugador consiga dominar los tres desafíos, debe seleccionar el minijuego de la parte superior para completar cada los tres desafíos de una sola oportunidad sin fallo alguno. Si consigue completar las tres pruebas exitosamente, habrá conseguido desbloquear la canción SAMBA DE CLASSIC.

## Canciones nuevas
La siguiente tabla muestra las nuevas canciones introducidas en el juego:
- Para ver la lista completa de canciones disponibles en el juego, véase: Anexo:Canciones de pop'n music 13 Carnival.

| Nombre | Género                 | Artista                           | Personaje           | Disponible en Arcade | Disponible en PlayStation 2 |
| Anime&TV | Anime&TV               | Anime&TV                          | Anime&TV            | Anime&TV             | Anime&TV                    |
| --- | ---------------------- | --------------------------------- | ------------------- | -------------------- | --------------------------- |
| BAROQUE HOEDOWN | エレクトリカルパレード | ♪♪♪♪♪                             | Mimi                | Sí                   | Sí                          |
| GET WILD | ゲットワイルド         | Naoki Maeda                       | ice                 | Sí                   | Sí                          |
| 摩訶不思議アドベンチャー | ドラゴンボール         | 高橋洋樹                          | Nyami               | Sí                   | Sí                          |
| ルネッサンス情熱 | 味っ子                 | 肥塚良彦                          | Mr.KATUCCO          | Sí                   | Sí                          |
| あなたのとりこ | WATER STEP             | Mademoiselle Seine                | Mary                | Sí                   | Sí                          |
| BATTLE WITHOUT HONOR OR HUMANITY | 任侠ロック             | ♪♪♪♪♪                             | Nyami               | No                   | Sí                          |
| BUTTERFLY (DELACTION REMIX) | HIME TRANCE            | SMiLE.dk                          | AFRO                | No                   | Sí                          |
| Konami Originals |                        |                                   |                     |                      |                             |
| キボウノタネ | FLYING DUO             | 秋桜                              | fuwawa              | Sí                   | Sí                          |
| 虹色 | LOVELY TRANS POP       | DJ YOSHITAKA feat. G.S.C. License | HIKARI NIJINO       | Sí                   | Sí                          |
| Railroad Force | TRAIN SIM              | 向谷実                            | F-TRAIN             | Sí                   | Sí                          |
| Save you | FM POP                 | ウッチーズ                        | Pino                | Sí                   | Sí                          |
| アジサイの花 | BALLAD.                | Frances Maya                      | Diana               | Sí                   | Sí                          |
| Opportunity | CHIPTRONICA            | Saitone                           | Boxies              | Sí                   | Sí                          |
| 文明開化 | CHIN-DON-JAZZ          | セバスチャン智之介                | TONO                | Sí                   | Sí                          |
| Infinity Blue | EURASIA ROCK           | 桜井零士                          | LIGHT               | Sí                   | Sí                          |
| Dar[k]wish | ELEGOTHIC SABBAT       | Akino                             | Roki                | Sí                   | Sí                          |
| masquerade | HYPER MASQUERADE       | TËЯRA                             | ROSA                | Sí                   | Sí                          |
| Spring Comes Around | HAPPY J VOGUE          | Sota Fujimori                     | JUDY                | Sí                   | Sí                          |
| HOTな夜の㊙ドリンク | MANBO-KAYO             | 亜熱帯マジ-SKA爆弾 feat.MAKI      | サンパウロ容子      | Sí                   | Sí                          |
| NEW PEOPLE | AGE BEAT               | F.size.free                       | Ash                 | Sí                   | Sí                          |
| 白い森の伝説 | 夜想曲                 | ナヤ～ン                          | Albireo             | Sí                   | Sí                          |
| MOON | AISYU-EURO             | dj TAKA feat. Erika Mochizuki     | YUKI                | Sí                   | Sí                          |
| ポップミュージック論 | MEGANE ROCK            | ギラギラメガネ団                  | NAKAJI              | Sí                   | Sí                          |
| MILK CROWN | SMILE SMASH            | カノン                            | White-Merry         | Sí                   | Sí                          |
| 空への扉 | GLIDE                  | CHARMAINE                         | RIE♥chan            | Sí                   | Sí                          |
| HypArcSin(x) | JAM                    | Naya~n                            | ROCKET86            | Sí                   | Sí                          |
| メルト | MELT                   | パーキッツ                        | はなちゃん          | Sí                   | Sí                          |
| ƒƒƒƒƒ | HARD Pƒ                | Five Hammer                       | Grand Hammer        | Sí                   | Sí                          |
| SUN/光線 | Des-BOSSA              | Des-ROW・組スペシアルz            | TARO                | Sí                   | Sí                          |
| CS Original Songs |                        |                                   |                     |                      |                             |
| jewelry girl* | JEWELRY ROCK           | jun                               | Lotte*              | No                   | Sí                          |
| ヒツゼンでしょ! (Happy Man Japanese Version) | POP NA PUNK            | あーたん                          | Mr.B.BONE           | No                   | Sí                          |
| Passion Girl | TEQUILA DANCE          | 近藤葵 from GOLD SEVENTEEN        | Hugh                | No                   | Sí                          |
| にゃんだふる 55 marble version | CAT JAZZ               | Dormir                            | ayumu               | No                   | Sí                          |
| HONEY♂PUNCH | HAPPY DANCE POP        | 小坂りゆ                          | decolla■            | No                   | Sí                          |
| ニワトリなのだ | CHICKEN HEART          | A.I.Units                         | eccnock girl        | No                   | Sí                          |
| カーニバルの主題による人形のためのいびつな狂想曲 | NIGHTMARE CAROUSEL     | 楽士カンタビレオ                  | KANTA               | No                   | Sí                          |
| セイント★セイジのうた | もう、しませんから。   | 西本英雄ともうしま児童合唱団      | セイント★セイジ     | No                   | Sí                          |
| BEMANI EXPO Songs |                        |                                   |                     |                      |                             |
| 太陽とバトル | J-HOUSE POP            | つよし                            | TSUYOSHI            | Sí                   | Sí                          |
| コキュトス | PIANOTRONICA           | FISH BOYS                         | Lucifelle / LUCIFER | Sí                   | Sí                          |
| 桃源絵巻 | ASIAN MIXTURE          | 菜-sai-                           | 手紙子              | Sí                   | Sí                          |
| Secret CS Songs |                        |                                   |                     |                      |                             |
| 空へ続く道～Infinity∞MIX | ROCK STYLE             | 桜井零士                          | LIGHT               | No                   | Sí                          |
| Seleccionar a LIGHT como personaje y jugar 空へ続く道 ～Infinity∞MIX en el primer stage (el cual estará disponible en lugar de Infinity Blue) En Challenge o 超Challenge mode. |                        |                                   |                     |                      |                             |
| 白鳥SAMBA ～サン=サーンス 動物の謝肉祭より | SAMBA DE CLASSIC       | Q-Mex                             | HAMANOV             | No                   | Sí                          |
| Completar el minijuego Hamanov's Cup consecutivamente (No existe otra manera de desbloquearlo).                                                                                |                        |                                   |                     |                      |                             |

## Secret game unlocks
| Nombre                                | Género               | Artista                          | Personaje               | Disponible en Arcade | Disponible en PlayStation 2 |
| WakuWaku Pop'n Land                   | WakuWaku Pop'n Land  | WakuWaku Pop'n Land              | WakuWaku Pop'n Land     | WakuWaku Pop'n Land  | WakuWaku Pop'n Land         |
| ------------------------------------- | -------------------- | -------------------------------- | ----------------------- | -------------------- | --------------------------- |
| マジックアカデミー組曲                | QMA                  | マジックアカデミー管弦楽部       | ALOE                    | Sí                   | Sí                          |
| パレード                              | PARADE               | 新谷さなえ                       | SANAE♥chan              | Sí                   | Sí                          |
| ラスベガスドリーム                    | CASINO               | REO NAGUMO                       | CAROL                   | Sí                   | Sí                          |
| ポップン電機CMソング                  | DENKI-MATSURI        | のこいのこ                       | レインボーヤ            | Sí                   | Sí                          |
| MARS WAR 3                            | TOY BRAKE CORE       | JET GIRL SPIN                    | Gelm13                  | Sí                   | Sí                          |
| ワンダーアイランド                    | 行進曲               | T.Sakisaka with ME               | 部下A / 部下B           | Sí                   | Sí                          |
| 麻雀格闘倶楽部特別接続曲              | MFC (麻雀格闘倶楽部) | 麻雀格闘倶楽部                   | 黄龍                    | Sí                   | Sí                          |
| ランブルメドレー                      | RUMBLE ROSES         | cutie smashers                   | REIKO HINOMOTO          | Sí                   | Sí                          |
| DAWN                                  | SF POP               | PARSEC                           | IA-RAMSE                | Sí                   | Sí                          |
| Secret CS songs                       |                      |                                  |                         |                      |                             |
| ARABIAN CRYSTAL BGMメドレー           | ARABIAN CRYSTAL      | アリババと40人と海賊             | Lhasa                   | No                   | Sí                          |
| 女王騎士                              | GENSO SUIKODEN V     | 猫叉Master                       | Prince of Falena        | No                   | Sí                          |
| From ee'MALL/ee'MALL 2nd Avenue songs |                      |                                  |                         |                      |                             |
| Romance                               | J-ROCK               | Rockミ★TAKA with 明星＆三上      | ロミ夫                  | Sí                   | Sí                          |
| fantasy suitcase                      | dream pop            | Mr.T                             | DiNO                    | Sí                   | Sí                          |
| lime-light                            | MELO PUNK 2          | Des-ROW+2                        | HAYATO                  | Sí                   | Sí                          |
| WakuWaku Pop'n World                  |                      |                                  |                         |                      |                             |
| Ferris wheel                          | 観覧車               | Dormir                           | Anna                    | Sí                   | Sí                          |
| Majestic Fire                         | KAKU-G               | 下村陽子                         | EN MOEYO / TEN UCHO     | Sí                   | Sí                          |
| キングモンキー                        | JUNGLE GO GO         | CO-PING                          | UNCLE Jam               | Sí                   | Sí                          |
| Der Wald                              | DARK OPERA           | エレハモニカ                     | BAUM                    | Sí                   | Sí                          |
| Sanctum Crusade                       | SYMPHONIC METAL op.2 | Sarastro                         | Knight / Night          | Sí                   | Sí                          |
| GADARINA                              | FORTUNE-TALE BEAT    | D-crew                           | Abraham                 | Sí                   | Sí                          |
| バトル XIII                           | R-PLAY BATTLE        | 伊藤賢治                         | Fernando XIII / Micaela | Sí                   | Sí                          |
| KING of the SEA                       | 海賊                 | ブタパンチ                       | Capt.JOLLY              | Sí                   | Sí                          |
| Violently Car                         | RACING               | sampling masters MEGA            | PMGTV-RX                | Sí                   | Sí                          |
| 真超深TION                            | COREDUST BEAT        | Des-あさ                         | 鬼-BE                   | Sí                   | Sí                          |
| 男盛～おとこざかり                    | 奉納太鼓             | 汁玄人                           | ちゃんこ山崎            | Sí                   | Sí                          |
| Secret CS songs                       |                      |                                  |                         |                      |                             |
| 已経忍不住了                          | CHINA ROCK           | good-cool feat. ミッキー・マサシ | 武生                    | No                   | Sí                          |
| From ee'MALL                          |                      |                                  |                         |                      |                             |
| CHOCOLATE PHILOSOPHY                  | スウィングワルツ     | 常盤ゆう                         | RIE♥chan                | Sí                   | Sí                          |
| From Pop'n music 13 カーニバル        |                      |                                  |                         |                      |                             |
| ポップンカーニバルマーチ              | CARNIVAL             | TOMOSUKE MARCHING BAND           | Mimi / Nyami            | Sí                   | Sí                          |

## Provenientes deee'MALL
| Nombre                                | Género                                | Artista                               | Personaje                             | Disponible en Arcade                  | Disponible en PlayStation 2           |
| From ee'MALL/ee'MALL 2nd Avenue songs | From ee'MALL/ee'MALL 2nd Avenue songs | From ee'MALL/ee'MALL 2nd Avenue songs | From ee'MALL/ee'MALL 2nd Avenue songs | From ee'MALL/ee'MALL 2nd Avenue songs | From ee'MALL/ee'MALL 2nd Avenue songs |
| ------------------------------------- | ------------------------------------- | ------------------------------------- | ------------------------------------- | ------------------------------------- | ------------------------------------- |
| Cappuccino bossa                      | BOSSA NOVA                            | HASHED BOX                            | RIE♥chan                              | Sí                                    | Sí                                    |
| Twin bee ～Generation X～             | EUROBEAT                              | FinalOffset                           | RUPA / UPA                            | Sí                                    | Sí                                    |
| S.F.M                                 | MELODIC CORE                          | KC hospital                           | ちゃんこ山崎                          | Sí                                    | Sí                                    |
| 祭 JAPAN                              | MATSURI                               | RE-VENGE                              | Pop'n All? Stars                      | Sí                                    | Sí                                    |